# Schefflera koordersii
Schefflera koordersii är en araliaväxtart som beskrevs av Hermann August Theodor Harms. Schefflera koordersii ingår i släktet Schefflera och familjen araliaväxter.
Artens utbredningsområde är Sulawesi. Inga underarter finns listade.